# Fuþork

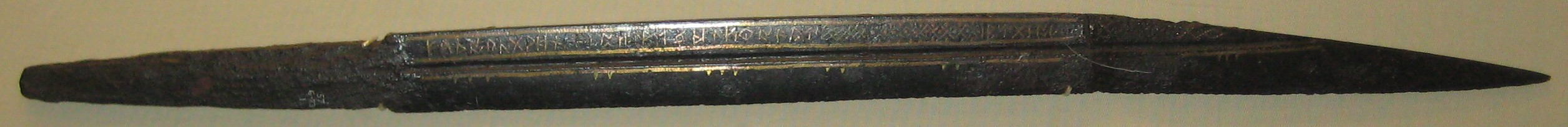
Pokryty inskrypcją w fuþorku tzw. nóż z Tamizy

Fuþork lub fuþorc – odmiana alfabetu runicznego wywodząca się z fuþarku starszego, używana na Wyspach Brytyjskich.
Powstanie fuþorku związane było bezpośrednio z potrzebą dostosowania pisma do zmian fonetycznych zachodzących w procesie wyodrębniania się z języka pragermańskiego języka staroangielskiego. Pierwotne 24 litery fuþarku starszego zostały uzupełnione najpierw o 4 nowe litery służące do zapisu samogłosek: ᚪ (a), ᚩ (ō) ᚣ (y), ᛠ (ea). Runa ᚨ została w fuþorku użyta do zapisu samogłoski æ, zaś ᛟ œ. Nastąpiło także ujednolicenie wielkości run, poprzez uzupełnienie ᛜ, ᛃ i ᚲ o tzw. pień. W późniejszym okresie fuþork rozwinął się do postaci 31-literowej, poprzez dodanie nowych znaków spółgłoskowych ᛣ (k), ᚸ (ḡ) i ᛤ (ḵ).
Zachowało się zaledwie około 100 inskrypcji zapisanych fuþorkiem. Wraz z chrystianizacją Wysp Brytyjskich alfabet ten został wyparty przez pismo łacińskie.

## Runy
Runy fuþorku wraz z wartością fonetyczną:
|  | f  |
|  | u  |
|  | þ  |
|  | o  |
|  | r  |
|  | c  |
|  | g  |
|  | w  |
|  | h  |
|  | n  |
|  | i  |
|  | j  |
|  | ï  |
|  | p  |
|  | x  |
|  | s  |
|  | t  |
|  | b  |
|  | e  |
|  | m  |
|  | l  |
|  | ŋ  |
|  | œ  |
|  | d  |
|  | a  |
|  | æ  |
|  | y  |
|  | ea |
|  | ḡ  |
|  | k  |
|  | ḵ  |